# Андрусик, Сергей Сергеевич
Сергей Сергеевич Андрусик (род. 8 августа 1989) — российский борец греко-римского стиля, чемпион России 2013 года, мастер спорта России международного класса.

## Биография
Успешно выступал на юниорском и молодёжном уровнях, становясь призёром и победителем многих соревнований.
В 2013 году стал чемпионом России среди взрослых в категории до 120 кг, а также выиграл Всемирные игры боевых искусств и получил звание «Мастер спорта России международного класса». На Летней Универсиаде в Казани занял 5 место. Принимал участие в чемпионате мира.
В 25 лет завершил спортивную карьеру и стал работать детским тренером.

## Награды
- Призёр первенства России (2002)
- Призёр (2004) и победитель (2005) на турнире «Приз Карелина»
- Победитель первенства России (2008)
- Чемпион России (2013)
- Победитель Всемирных игр боевых искусств (2013)
- Мастер спорта России международного класса (2013)